# شانت سارگسیان (نقاش)
شانت واروسی سارگسیان (به ارمنی: Շանթ Վարոսի Սարգսյան؛ زاده ۱ ژوئیهٔ ۱۹۱۹ - درگذشته ۲ اکتبر ۲۰۰۰) نقاش اهل ارمنستان بود.

## زندگی‌نامه
وی در ۱ ژوئیهٔ ۱۹۱۹ در آلکساندراپول در نخستین جمهوری ارمنستان به دنیا آمد و از کالج دولتی هنرهای زیبای پانوس ترلمزیان (۱۹۳۷)، انستیتو دولتی هنری و نمایشی ایروان (۱۹۵۳) و مؤسسه سینمایی گراسیموف فارغ‌التحصیل گشت. وی همچنین برنده جوایزی همچون نقاش شایسته ارمنستان شوروی (۱۹۷۸) شد. وی در ۲ اکتبر ۲۰۰۰ در سن ۸۱ سالگی در گیومری درگذشت.